# Магнітний дешламатор

а — апарат для намагнічування; б — апарат для розмагнічування; в — магнітний дешламатор

Магнітні дешламатори — допоміжні апарати при магнітному збагаченні.

## Загальний опис
Використовуються для знешламлення і згущення тонкоподрібненого сильномагнітного матеріалу перед магнітним збагаченням або перед фільтруванням магнітних концентратів. Магнітний дешламатор складається з металевої ємності 3, живильної коробки з магнітами 4 (рис. в) і пристроїв для розвантаження продуктів операції. Для згущення і знешламлення пульпа надходить в живильну коробку, у днищі якої вмонтовані чотири намагнічувальних апарата на постійних магнітах. Пульпа проходить через намагнічувальні апарати, де вона намагнічується з утворенням флокул з сильномагнітних частинок. Флокули швидко осідають на дно ємності. Згущені магнітні піски гребковим пристроєм 5 переміщуються до центрального розвантажувального отвору і видаляються з дешламатора. Шлами захоплюються висхідними потоками води і розвантажуються через поріг у кільцевій жолоб.

## Конструкція і принцип дії

Магнітний дешламатор: 1 — гребкова рама з граблинами; 2 — привод; 3 — завантажувальний бак; 4 — намагнічувальні апарати; 5 — заспокоювач; 6 — зливний жолоб; 7 — резервуар; 8 — розвантажувальний пристрій

Магнітні дешламатори (рис.) за конструкцією аналогічні радіальному згущувауі з центральним приводом.
Відмітна риса магнітних дешламаторів — наявність намагнічуючого пристрою 4, що складається з чотирьох котушок, розташованих в живильній воронці. Напруженість магнітного поля: на полюсах — 80000-96000 А/м, в робочому зазорі — 32000-40000 А/м. Число намагнічувальних апаратів залежить від діаметра чана. Так, в дешламаторі МД-12 встановлено 30 намагнічувальних апаратів. Магнітний дешламатор складається з металевого чана (корпусу) 7, у верхній частині якого знаходиться кільцевий жолоб 6 для збору і видалення зливу, завантажувального бака 3, гребкової рами 1, механізмів обертання і підйому граблин 2, заспокоювача 5. Дно дешламатора має конічну форму, в центрі знаходиться розвантажувальна воронка 8. Вихідна пульпа надходить в завантажувальний бак і перед подачею в чан проходить через намагнічуючі апарати. Завантажувальний бак знаходиться всередині заспокоювача, що являє собою обичайку з листової сталі і служить для запобігання виносу в злив крупних частинок і флокул.
Прототип магнітного дешламатора — магнітний гідросепаратор, що являє собою невисокий згущувач з центральним приводом.
Магнітні дешламатори виготовляють трьох типорозмірів: МД-5 (діаметр чана 5 м, площа осадження 19,6 м2), МД-9 (діаметр чана 9 м, площа осадження 62 м2), МД-12 (діаметр чана 12 м, площа осадження 113 м2).
Досвід роботи залізорудних збагачувальних фабрик Кривбасу та інших фабрик показує, що дешламатори є ефективними апаратами для згущення залізних концентратів перед фільтруванням. Завдяки високій питомій продуктивності і меншим розмірам у порівнянні зі згущувачами, дешламатори можна розміщувати поблизу вакуум-фільтрів. Це зменшує витрати на перекачування пульпи і покращує обслуговування апаратів.
З урахуванням високих технологічних результатів роботи магнітних дешламаторів для згущення магнетитових концентратів вони рекомендуються для всіх збагачувальних фабрик, що переробляють сильно магнітні руди.